# أندرو ديفيس
أندرو ديفيس (بالإنجليزية: Andrew Davis)‏ هو شخصية أعمال بريطاني، ولد في القرن العشرين.